# Grand Prix automobile du Portugal 1992
GP précédent GP suivant
Le Grand Prix automobile du Portugal 1992 (Grande Prêmio SG Gigante de Portugal), disputé sur l'Autódromo do Estoril situé à Estoril près de Lisbonne au Portugal le 27 septembre 1992, est la douzième édition du Grand Prix, la 530e épreuve de l'histoire du championnat du monde de Formule 1 courue depuis 1950 et la quatorzième manche du championnat 1992.

## Classement
| Pos. | No | Pilote               | Écurie               | Tours | Temps/Abandon                      | Grille | Points |
| ---- | -- | -------------------- | -------------------- | ----- | ---------------------------------- | ------ | ------ |
| 1    | 5  | Nigel Mansell        | Williams-Renault     | 71    | 1 h 34 min 46 s 659 (195,521 km/h) | 1      | 10     |
| 2    | 2  | Gerhard Berger       | McLaren-Honda        | 71    | + 37 s 533                         | 4      | 6      |
| 3    | 1  | Ayrton Senna         | McLaren-Honda        | 70    | + 1 tour                           | 2      | 4      |
| 4    | 20 | Martin Brundle       | Benetton-Ford        | 70    | + 1 tour                           | 6      | 3      |
| 5    | 11 | Mika Häkkinen        | Lotus-Ford           | 70    | + 1 tour                           | 7      | 2      |
| 6    | 9  | Michele Alboreto     | Footwork-Mugen-Honda | 70    | + 1 tour                           | 8      | 1      |
| 7    | 19 | Michael Schumacher   | Benetton-Ford        | 69    | + 2 tours                          | 5      |        |
| 8    | 25 | Thierry Boutsen      | Ligier-Renault       | 69    | + 2 tours                          | 11     |        |
| 9    | 4  | Andrea De Cesaris    | Tyrrell-Ilmor        | 69    | + 2 tours                          | 12     |        |
| 10   | 10 | Aguri Suzuki         | Footwork-Mugen-Honda | 68    | + 3 tours                          | 17     |        |
| 11   | 17 | Emanuele Naspetti    | March-Ilmor          | 68    | + 3 tours                          | 23     |        |
| 12   | 23 | Christian Fittipaldi | Minardi-Lamborghini  | 68    | + 3 tours                          | 26     |        |
| 13   | 32 | Stefano Modena       | Jordan-Yamaha        | 68    | + 3 tours                          | 24     |        |
| 14   | 24 | Gianni Morbidelli    | Minardi-Lamborghini  | 68    | + 3 tours                          | 18     |        |
| Abd. | 21 | Jyrki Järvilehto     | BMS Dallara-Ferrari  | 51    | Problème physique                  | 19     |        |
| Abd. | 16 | Karl Wendlinger      | March-Ilmor          | 48    | Boîte de vitesses                  | 22     |        |
| Abd. | 26 | Érik Comas           | Ligier-Renault       | 47    | Moteur                             | 14     |        |
| Abd. | 30 | Ukyo Katayama        | Venturi-Lamborghini  | 46    | Sortie de piste                    | 25     |        |
| Abd. | 6  | Riccardo Patrese     | Williams-Renault     | 43    | Accident                           | 3      |        |
| Abd. | 22 | Pierluigi Martini    | BMS Dallara-Ferrari  | 43    | Crevaison                          | 21     |        |
| Abd. | 28 | Ivan Capelli         | Ferrari              | 34    | Moteur                             | 16     |        |
| Abd. | 3  | Olivier Grouillard   | Tyrrell-Ilmor        | 27    | Boîte de vitesses                  | 15     |        |
| Abd. | 29 | Bertrand Gachot      | Venturi-Lamborghini  | 25    | Pression d'essence                 | 13     |        |
| Abd. | 33 | Mauricio Gugelmin    | Jordan-Yamaha        | 19    | Panne électrique                   | 20     |        |
| Abd. | 27 | Jean Alesi           | Ferrari              | 12    | Sortie de piste                    | 10     |        |
| Abd. | 12 | Johnny Herbert       | Lotus-Ford           | 2     | Suspension                         | 9      |        |

## Pole position et record du tour
- Pole position : Nigel Mansell en 1 min 13 s 041 (vitesse moyenne : 214,400 km/h).
- Meilleur tour en course : Ayrton Senna en 1 min 16 s 272 au 66e tour (vitesse moyenne : 205,318 km/h).

## Tours en tête
- Nigel Mansell : 71 (1-71)

## Statistiques
- 30e victoire pour Nigel Mansell. Il établit un nouveau record de 9 victoires dans la même saison, record égalé par Michael Schumacher en 1995 puis battu par le même Schumacher en 2002 (11 victoires).
- 60e victoire pour Williams en tant que constructeur.
- 40e victoire pour Renault en tant que motoriste.